# Giacomo Fauser
Giacomo Fauser (Novara, 11 gennaio 1892 – Novara, 7 dicembre 1971) è stato un ingegnere e chimico italiano.

## Biografia
Giacomo Fauser nacque a Novara l'11 gennaio 1892 da Felice (originario del Canton Ticino) e da Luigia Bellini (nata a Somma Lombardo).
Dopo gli studi classici, tipici dell'epoca, Giacomo Fauser s'iscrisse al Politecnico di Milano e si laureò in Ingegneria meccanica il 23 dicembre 1918, dopo la stasi dovuta alla Grande Guerra. A quel tempo gli studi di ingegneria meccanica contemplavano anche la progettazione, costruzione e gestione di impianti chimici e questi saranno i settori nei quali si sarebbe distinto Fauser.
Iniziò a lavorare molto giovane e fece i primi esperimenti nella fonderia di famiglia, realizzando una cella elettrolitica dell'acqua che fornisse ossigeno economico per la saldatura autogena.
Nel 1938 sposò Gioconda Sartirana: l'unione non fu allietata dalla nascita di figli. Dopo una vita di lavoro trascorsa tra Novara e Milano, con frequenti impegni all'estero e dopo aver ottenuto importanti riconoscimenti ed onorificenze nazionali ed internazionali, giunto alla soglia degli ottant'anni Giacomo Fauser morì improvvisamente nella sua città natale il 7 dicembre 1971 e venne sepolto nella cappella di famiglia del Cimitero urbano di Novara.

## Ingegnere, chimico e inventore
Il nome di Fauser è legato fortemente alla società Montecatini; Francesco Lanzalotta fu tra i suoi più stretti collaboratori nell'avvio nel mondo di impianti industriali per la sintesi dell'ammoniaca.

### Gli esordi
Mentre era ancora studente al Politecnico, con lo scoppio della Prima Guerra Mondiale Fauser cominciò ad interessarsi ad alcuni problemi di lavorazione che si presentavano nelle “Fonderie Fauser” che il padre, anni addietro, aveva impiantato a Novara. Per le saldature autogene in fonderia era infatti richiesta una grande quantità di ossigeno e poiché, all'epoca, “l'energia elettrica che in molte ore della notte e nei giorni festivi non veniva consumata doveva essere ugualmente pagata alle società fornitrici”, Fauser pensò di economizzare sui costi energetici, producendo ossigeno proprio nelle fasce orarie di attività ridotta o nulla delle fonderie paterne; studiò quindi un sistema per ottenere l'ossigeno mediante la dissociazione elettrolitica dell'acqua: l'economicità realizzabile era notevole, in quanto sarebbero state necessarie unicamente acqua (disponibile in quantità) ed energia elettrica (che andava in ogni caso pagata anche nelle ore di mancato utilizzo). Poiché erano ancora pochi gli studi condotti su tale problema, Fauser dovette impostare numerose ricerche in maniera del tutto autonoma, ma riuscì infine a mettere a punto un sistema che da lui prese il nome di cella elettrolitica Fauser, in grado di produrre ossigeno della massima purezza e con un limitato consumo di energia elettrica.
A questo punto, poiché con tali celle elettrolitiche si otteneva, come sottoprodotto di lavorazione, anche idrogeno tecnicamente puro, Fauser pensò di poterlo utilizzare per ottenere ammoniaca (NH3), che era fondamentale per la produzione di fertilizzanti agricoli azotati; occorreva ovviamente anche l'azoto che, al principio del secolo XX, si otteneva dal nitrato di sodio o nitrato del Cile (unico prodotto naturale a base di azoto nitrico) la cui importazione, tuttavia, oltre ad essere costosa non era priva di rischi, poiché erano molte le incertezze legate a fonti di approvvigionamento così lontane dall'Europa, con i relativi problemi del trasporto transoceanico.
Il problema della produzione di ammoniaca, prima dello scoppio della Grande Guerra, era stato risolto nel 1908 col procedimento Haber-Bosch di cui, anche dopo la guerra persa, l'industria chimica tedesca aveva conservato l'esclusiva e non ne voleva cedere il brevetto di utilizzo. Pertanto, al fine di sottrarsi al monopolio della chimica tedesca, numerosi studiosi cercarono di risolvere altrimenti il problema, ma fu Fauser che, precedendo tutti, con le sue sole forze e potendo contare unicamente sull'aiuto tecnico che poteva fornirgli l'officina paterna, nel 1920 riuscì a ricavare l'azoto dall'aria tramite combustione dell'ossigeno con l'idrogeno, con un impianto pilota da lui brevettato che aveva le notevoli caratteristiche di “operare con pressioni relativamente basse (dell'ordine di 200/250 atmosfere), con un conseguente minore fabbisogno di energia elettrica ed il ridimensionamento delle apparecchiature; funzionare a temperatura ridotta (ca. 500 °C), con la conseguente diminuzione dei fenomeni d'infragilimento dell'acciaio dei reattori provocati dalla decarburazione; avere camere di raffreddamento interposte alle camere di catalisi, il che consentiva l'asportazione dell'isotermia di reazione e permetteva quindi di conservare anche a bassa pressione l'equilibrio necessario all'ammoniaca.

### Fauser e la Montecatini
L'ottimo risultato conseguito da Fauser, attirò su di lui l'attenzione di taluni investitori. Il 26 maggio 1921, con i buoni uffici del Senatore Ettore Conti che credeva in lui, Giacomo Fauser ebbe a Novara un incontro di lavoro con il Presidente della Società Montecatini, l'ingegner Guido Donegani che, avendo intuito la portata economica dei procedimenti industriali ideati dal giovane ingegnere, non esitò a mettergli a disposizione i capitali necessari per sviluppare le sue idee e appena cinque giorni dopo venne costituita la Società Elettrochimica Novarese tra Fauser, Conti e la Montecatini (con capitale per due terzi di quest'ultima), con stabilimento a Novara, per la produzione industriale dell'ammoniaca con il procedimento che sarebbe divenuto famoso con il nome “Fauser-Montecatini”. Giacomo Fauser mise successivamente a punto, oltre a quello per l'ammoniaca, anche i procedimenti per la produzione dell'acido nitrico (1923), del solfato ammonico (1927), del nitrato ammonico (1931) e dell'urea (1935). A partire da quegli anni, grazie ai risultati conseguiti, in azienda cominciò a circolare il detto “la Montecatini è Fauser e Fauser è la Montecatini”.
Tra il 1924 ed il 1925 sorsero altri impianti di produzione di sempre maggiore potenza progettati da Fauser con i capitali Montecatini, dapprima a Merano, Crotone, Coghinas e Mas per poi espandersi in tutti i continenti, con eccezione della sola Australia: nel 1971, l'anno della sua morte, erano in funzione 365 stabilimenti industriali operanti con brevetti “Fauser-Montecatini” in 18 paesi europei, 2 africani, 5 sudamericani, in Canada, Stati Uniti d’America, Iran, India e Giappone: la maggior parte di questi impianti erano stati realizzati direttamente da Giacomo Fauser col supporto del suo Ufficio Tecnico dello stabilimento di Novara.

## Brevetti
- I.P. 198.374 (23 aprile 1921) Apparecchio sistema Fauser per la produzione di ammoniaca sintetica;
- I.P. 198.936 (14 maggio 1921) Elettrolizzatore sistema Fauser per la produzione di idrogeno ed ossigeno;
- I.P. 234.814 (7 novembre 1924) Processo per l'ossidazione dell'ammoniaca e per la produzione di acido nitrico;
- I.P. 260.200 (14 giugno 1927) Apparecchio per la produzione di sali ammonici.
- I.P. 267.076 (22 febbraio 1928) Processo per la produzione di idrogeno e di zolfo;
- I.P. 282.365 (13 settembre 1929) Processo per ottenere la dissociazione (cracking) del metano;
- I.P. 288.632 (17 marzo 1930) Processo per la produzione di idrogeno partendo da miscela di gas contenenti ossido di carbonio;
- I.P. 298.148 (18 aprile 1931) Processo per la produzione di sali ammonici;
- I.P. 304.524 (15 gennaio 1932) Processo per la preparazione di nitrato sodico e potassico;
- I.P. 330.253 (2 febbraio 1934) Procedimento per ottenere una miscela azoto-idrogeno per mezzo della gassificazione del carbone sotto pressione;
- I.P. 334.820 (17 settembre 1935) Procedimento per ottenere solfato di potassio e di alluminio dalla leucite;
- I.P. 395.926 (14 febbraio 1942) Procedimento elettrotermico per la produzione continua di magnesio;
- I.P. 448.038 (23 ottobre 1948) Reattore per sintesi ad alta pressione in mezzo liquido;
- I.P. 486.196 (11 marzo 1952) Processo per la produzione di urea;
- I.P. 492.741 (11 luglio 1952) Procedimento per la produzione di idrogeno e ossido di carbonio da combustibili liquidi (oli minerali pesanti);
- I.P. 546.411 (24 febbraio 1955) Separazione di acetilene da gas di cracking del metano con solvente selettivo.

## Scritti
- L'industria dell'ammoniaca sintetica in Italia, in Giornale di chimica industriale e applicata, VI (1924), pp. 471-484;
- L'elettrolisi dell'acqua ad alta pressione, ibid., XI (1929), pp. 6115-621;
- Contributo al processo per la produzione di ammoniaca sintetica, ibid., XIII (1931), pp. 361-367;
- L'evoluzione dell'industria di azoto, ibid., XIV (1932), pp. 615-621;
- La produzione di benzina e lubrificanti per idrogenazione catalitica sotto pressione, in La chimica e l'industria, XIX (1937), pp. 113-122;
- L'ammoniaca sintetica e l'acido nitrico, in X Congresso internazionale di chimica, Roma 15-21 maggio 1938;
- La chimica in Italia, a cura di N. Parravano, Roma 1938, pp. 135-145;
- Ammoniaca, in Enciclopedia Italiana, App. I, Roma 1938, pp. 112-114; App. II, Roma 1948, pp. 163 e seguenti;
- Progressi recenti nell'industria dell'ammoniaca sintetica, in La chimica e l'industria, XXXIII (1951), pp. 193-204;
- Aspetti fondamentali dell'industria chimica moderna, ibid., XXXIX (1957), pp. 165-178;
- Progressi recenti nella produzione di acetilene da idrocarburi, ibid., XLII (1960), pp. 150-159;
- Ammoniaca, in Enciclopedia della chimica, I, Firenze 1972, pp. 571-593 (in collaborazione con C. Nardini).

## Onorificenze e riconoscimenti
- Nominato Membro del Comitato Nazionale per la Chimica del Consiglio Nazionale delle Ricerche da Guglielmo Marconi (1932);
- Laureato in Ingegneria Industriale presso il Politecnico di Milano;
- Laurea Honoris Causa Ingegneria chimica al Politecnico Federale di Zurigo (1937);
- Socio dell'Accademia dei Lincei (1948);
- Membro dell'Accademia Reale Svedese delle Scienze (1953);
- Laurea Honoris Causa Chimica industriale dell'Università di Milano (1957);
- Conferimento dell'Ordine del Sacro Tesoro - Ambasciata del Giappone (Roma, 1957);
- Laurea honoris causa in Ingegneria Chimica dall'Università Cattolica di Lovanio (1960);
- Laurea honoris causa in Chimica Industriale dall'Università di Veszprém, Ungheria (1962);
- Novara, sua città natale,  gli ha intitolato un Istituto Tecnico Industriale, sito in via G.B. Ricci 14 (1976);
- Gli è stata intitolata una strada cittadina nei seguenti piccoli centri del novarese: Galliate, Cameri, Bellinzago Novarese, nella frazione Piazzogna del paese di Gambarogno, sulla sponda sinistra del Lago Maggiore, nel distretto di Locarno.